# Воинов, Михаил Михайлович
Михаил Михайлович Воинов (1844—1875) — русский офтальмолог, доктор медицины, создатель офтальмологической клиники.

## Биография
Окончил медицинский факультет Московского университета (1867). Изучал физиологию и оптику у Г. Гельмгольца и офтальмологию в клиниках Арльта в Вене и Беккера в Гейдельберге. Защитил диссертацию на учёную степень доктора медицины (1870).
Автор более 60 работ, в том числе 4-х монографий, посвящённых проблемам физиологии, оптики и диоптрики глаза. Особое значение имеют исследования Воина по цветоощущению. На съезде Немецкого общества глазных врачей в Гейдельберге (1871) сделал доклад об изучении цветоощущения и предложил разработанный им для определения цветового восприятия набор цветных бумаг, близких по цветности к цветам спектра. Этот набор вошел в практику как набор гейдельбергских бумаг. 
В своем труде «О распознавании цветов» (1874) привёл данные о наличии и распределении в сетчатке глаза элементов двух видов: одни элементы приспособлены для восприятия света, другие — для восприятия цвета; среди клеток, воспринимающих цвет, одни воспринимают только красный, другие желтый, третьи зеленый, четвертые синий цвет. Эти данные легли в основу теории двойственности зрения, которая позднее была сформулирована Парино (1881) и Крисом (1894). Воинов сконструировал (1875) диоптриметр для определения оптической силы стекол очков.